# Agulla banksi
Agulla banksi là một loài côn trùng trong họ Raphidiidae thuộc bộ Raphidioptera. Loài này được Carpenter miêu tả năm 1936.